# شهرستان بورین
شهرستان بورین (به لاتین: Buryn Raion) یک شهرستان در اوکراین است که در استان سومی واقع شده‌است. شهرستان بورین ۱٬۱۰۰ کیلومتر مربع مساحت و ۲۵٬۰۴۲ نفر جمعیت دارد.